# Петти-Фицморис, Джордж, 8-й маркиз Лансдаун
Джордж Джон Чарльз Мерсер Нэрн Петти-Фицморис, 8-й маркиз Лансдаун (англ. George Petty-Fitzmaurice, 8th Marquess of Lansdowne; 27 ноября 1912 — 25 августа 1999) — британский пэр и консервативный политик.

## Предыстория
Родился 27 ноября 1912 года. При рождении получил имя — Джордж Джон Чарльз Мерсер Нэрн. Единственный сын майора лорда Чарльза Петти-Фицмориса (1874—1914) и леди Вайолет Мэри Эллиот-Кининмаунд (1889—1965). Внук Генри Чарльза Кейта Петти-Фицмориса, 5-го маркиза Лансдауна. Его двоюродные братья, Чарльз Пети-Фицморис, 7-й маркиз Лансдаун (1917—1944), и лорд Эдвард Норман Петти-Фицморис (1922—1944), погибли в бою в августе 1944 года.
Джордж Петти-Фитцморис получил образование в Итонском колледже и Крайст-Черче Оксфордского университета. Во время Второй мировой войны он проходил военную службу в гвардейском полку шотландской гвардии и совсем был произведен в майоры, а также награжден Военным крестом.
20 августа 1944 года после смерти Чарльза Петти-Фицмориса, 7-го маркиза Лансдауна, Джордж Петти-Фицморис неожиданно унаследовал титул 8-го маркиза Лансдауна и остальные титулы, за исключением лорда Нэрна, который унаследовала сестра 7-го маркиза Кэтрин Эвелин Констанс Бигэм (1912—1995). После смерти отца мать Петти-Фитцмориса, Вайолет, в 1916 году стала женой Джона Джейкоба Астора, 1-го барона Астора Хиверского.
В 1947 году он изменил своё имя на Джордж Джон Чарльз Мерсер Нэрн Петти-Фицморис. В 1950 году он занимал должность мирового судьи в Пертшире. В 1952 году он занимал должность заместителя лейтенанта Уилтшира. Он занимал должность лорда в ожидании с 1957 по 1958 год. С 1958 по 1962 год он занимал должность заместителя государственного секретаря объединенного парламентского заместителя. Государственный секретарь министерства иностранных дел с 1958 по 1962 год. С 1962 по 1964 год он занимал должность государственного министра по делам Содружества и колоний . Он был назначен тайным советником 20 января 1964 года.

## Семья
Лорд Лансдаун был женат четыре раза. 18 марта 1938 года он женился первым браком на Барбаре Демпси Чейз (1918 — 17 февраля 1965), единственном ребенке Гарольда Стюарта Чейза (1890—1970), инвестора в недвижимость Санта-Барбары, Калифорния, и Детройта, Мичиган, и его жены, урожденной Гертруды Бойер, ранее Стернс. Леди Лансдаун умерла 18 февраля 1965 года от ран, полученных в результате «выстрела из дробовика в оружейной комнате в ее шотландском доме, Мейкл-хаус. Полиция назвала это несчастным случаем» . У них было четверо детей:
- Леди Кэролайн Маргарет Петти-Фицморис (8 января 1939 — 27 сентября 1956); она, как и ее мать, погибла в результате несчастного случая со стрельбой[2].
- Чарльз Морис Петти-Фицморис, 9-й маркиз Лансдаун (род. 21 февраля 1941), старший сын и преемник отца
- Лорд Роберт Гарольд Мерсер Нэрн (род. 16 февраля 1947); женился на Джейн Элизабет Гордон (родилась в 1950 году), двоюродной сестре 13-го маркиза Хантли, и имел потомство, двух сыновей и одну дочь. Он более известен как писатель, который живет в Шотландии в поместьях Мерсер-Нэрн, унаследованных от его прародительницы Эмили Джейн де Флао, 8-й леди Нэрн, наследницы этой семьи с 1874 года. У него двое сыновей, оба женаты и имеют детей, и одна дочь:
  - Эмили Джейн Мерсер Нэрн (род. 1974); замужем за Домиником Робертсоном, имеет трёх дочерей.
  - Сэмюэл Джордж Мерсер Нэрн (род. 1976); женат на Клэр Оссудр, имеет двух сыновей (2009 и 2011 годов рождения) и одну дочь.
  - Джозеф Дуглас (Джо) Мерсер Нэрн (род. 1980); женат на Мелиссе Уэйкли, имеет детей, одного сына и одну дочь.
- Леди Джорджина Элизабет Петти-Фицморис (род. 10 января 1950); вышла замуж за Гая Гамильтона в 1974 году (развод в 1980 году) и вышла замуж за Роберта Эрика Миллера в 1981 году (развод в 1991 году). Она живет в Лондоне, у нее двое детей и трое внуков.
  - Джосайя Стерлинг Гамильтон (род. 1975); женат на Джастин Миллер и живет в Санта — Барбаре, Калифорния. Имеет детей, одного сына и одну дочь.
  - Эмма Карисса Гамильтон (род. 1977); вышла замуж за Дэвида Малину и живет в Нью-Йорке, имеет одну дочь.

22 декабря 1969 года лорд Лансдаун женился вторым браком на Селине Полли Доусон Карнеги (род. 18 января 1937), дочери Дэвида Экклза, 1-го виконта Экклза (1904—1999), и бывшей жене Робина Эндрю Дутака Карнеги (1937—2000). Они развелись в 1978 году. К этому браку у лорда Лансдауна был один пасынок, Эндрю Джеймс Карнеги (род. 1963).
Третьей женой лорда Лансдауна была Джиллиан Анна Морган (1936—1982), дочь Алуреда Моргана и его первой жены, бывшей Нэнси Литтл-Джонс. Она и лорд Лансдаун поженились 15 октября 1978 года.
12 июля 1995 года лорд Лансдаун женился в четвертый раз на Пенелопе Ив Астор (? — 31 декабря 2006), вдове своего сводного брата, достопочтенного Джона Астора (1923—1987), бывшей жене Дэвида Ролта и дочери коммандера Джорджа Фрэнсиса Нортона Брэдфорда.